# Флавій Проб
Флавій Проб (*Flavius Probus, д/н — після 542) — державний діяч ранньої Візантійської імперії.

## Життєпис
Син Флавія Павла, консула 496 року, та Магни, сестри імператора Анастасія I. Завдяки родинним зв'язкам розпочав швидку кар'єру. 502 року стає консулом, змінивши стриєчного брата Помпея. Також отримав титул патрикія.
На відміну від інших родичів, що були православними-халдинянами, Проб дотримувався ідей монофізизму, які також підтримував імператор. Стає другом ченця Севера, якого у 508 році представив Анастасію I. Згодом сприяв обранню Севера патріархом Антіохійським.
У 518 році після смерті вуйка-імператора не здійснив жодних кроків для здобуття влади, завдяки цьому Юстин I став володарем. У 524 році останній призначив Проба magister militum (магістром війська, але в якому діоцезі невідомо).
526 році у ранзі стратілата Пробу було доручено вести перемовини з гунами щодо їх найму для війни з Персією на Кавказі. Втім не досяг значних успіхів. Проб в 528 році дозволив собі в консисторії критику на адресу Юстиніана I, але не
був покараний останнім.
У 532 році під час повстання Ніка проти імператора, низка сенаторів висунули ПРоба в якості претендента на трон. Втім Флавій Проб спочатку сховався в імператорському палаці, а потім втік з Константинополя. після придушення повстання імператор Юстиніан I спочатку конфіскував майно Проба, але зрештою усе повернув.
Остання згадка про Проба відноситься до 542 року.

## Родина
Дружина — донька Сабініана, консула 505 року